# Rio Santana (Paraná)
O rio Santana é um curso de água que banha o estado do Paraná. 